# شيعان (الملاجم)

تعديل مصدري - تعديل

شيعان هي إحدى قرى عزلة ال غشام الملاجم بمديرية الملاجم التابعة لمحافظة البيضاء، بلغ تعداد سكانها 113 نسمة حسب تعداد اليمن لعام 2004.